# 科斯特罗马河 (伏尔加河支流)
科斯特羅馬河（羅馬化：Kostroma）是俄羅斯的河流，位於科斯特羅馬州和雅羅斯拉夫爾州，屬於伏爾加河的左支流，河道全長354公里，流域面積16,000平方公里。
科斯特羅馬河在11月至5月結冰，科斯特羅馬位於該河與伏爾加河的匯流處。